# アダンソンハコヨコクビガメ
アダンソンハコヨコクビガメ（Pelusios adansonii）は、ヨコクビガメ科ハコヨコクビガメ属に分類されるカメ。

## 分布
模式標本の産地（模式産地）はヴェルデ岬周辺（セネガル）。
カメルーン北部、ガンビア、ギニアビサウ、スーダン南部、セネガル、チャド南部、中央アフリカ共和国、ナイジェリア、ニジェール南部、マリ共和国南部

## 形態
最大甲長18.5cm。背甲はややドーム状に盛りあがり、上から見ると第8-9縁甲板で最も幅広くなる細長い卵型。第1-4椎甲板にはあまり発達しない筋状の盛り上がり（キール）があり、第2-4椎甲板は平坦。背甲の色彩は黄褐色で灰褐色で、黒や暗褐色の細い放射状の模様や虫食い状の斑紋が入る個体もいる。
間喉甲板は細長く、縦幅は横幅の約2倍。蝶番より前部の甲板（前葉）は長く、左右の腹甲板の継ぎ目の長さ（間腹甲板長）の2倍以上。股甲板や肛甲板は横幅が急に短くなる。左右の肛甲板の間には深い切れ込みが入る。左右の股甲板の継ぎ目の長さ（間股甲板長）が、左右の肛甲板の継ぎ目の長さ（間肛甲板長）がよりも長い。蝶番は発達するが、腹甲を折り曲げても背甲との隙間を完全に閉じる事はできない。腹甲の色彩は淡黄色や黄褐色で、不規則かつ不明瞭な暗色斑が入る個体もいる。
頭部は大型で幅広く、虫食い状の模様が入る。吻端はあまり突出せず、上顎の先端は鉤状に尖ったり凹まない。額板は非常に大型。頭部背面の色彩は灰褐色や暗褐色で、黄色や黄褐色の虫食い状の斑紋が入る。下顎や頸部腹面の色彩は淡黄色。頸部背面や四肢、尾の色彩は灰色や灰褐色。
幼体の背甲は中央部で最も幅が広く、椎甲板も平坦にならず盛りあがる。また椎甲板には筋状の盛り上がり（キール）がある。キールは成長に伴い不明瞭になる。オスは背甲が細長く甲高が低い。またオスは股甲板や肛甲板の横幅がより短い。

## 生態
少なくとも分布域東部ではサバンナにある河川やその周囲にある水場に生息する。
食性は動物食の強い雑食で、昆虫類、甲殻類、貝類、魚類などを食べる。
繁殖形態は卵生。

## 人間との関係
種小名adansoniiはミシェル・アダンソン（Michel Adanson）への献名で、和名や英名と同義。
ペットとして飼育されることがあり、日本にも輸入されている。流通量は少ない。また本種の名前でクリイロハコヨコクビガメが流通したこともある。